# Cueva del Viento
Cueva del Viento este o arie protejată (arie specială de conservare — SAC, sit de importanță comunitară — SCI) din Spania întinsă pe o suprafață de 137,7 ha, integral pe uscat.

## Localizare
Centrul sitului Cueva del Viento este situat la coordonatele 28°20′37″N 16°42′03″W / 28.3437°N 16.7009°V.

## Înființare
Situl Cueva del Viento a fost declarat sit de importanță comunitară în octombrie 1999 pentru a proteja 1 specie de animale. Situl a fost protejat și ca arie specială de conservare în ianuarie 2010.

## Biodiversitate
Situată în ecoregiunea , aria protejată conține 3 habitate naturale: Pajiști macaroneziene cu vegetație endemică, Câmpuri de lavă și excavații naturale, Păduri de pin endemic canariene.
La baza desemnării sitului se află o specie protejată de  mamifere: liliac cârn (Barbastella barbastellus).